# Alessandro Mendini
Alessandro Mendini est un architecte et designer italien, né le 16 août 1931 à Milan et mort le 18 février 2019 dans la même ville.

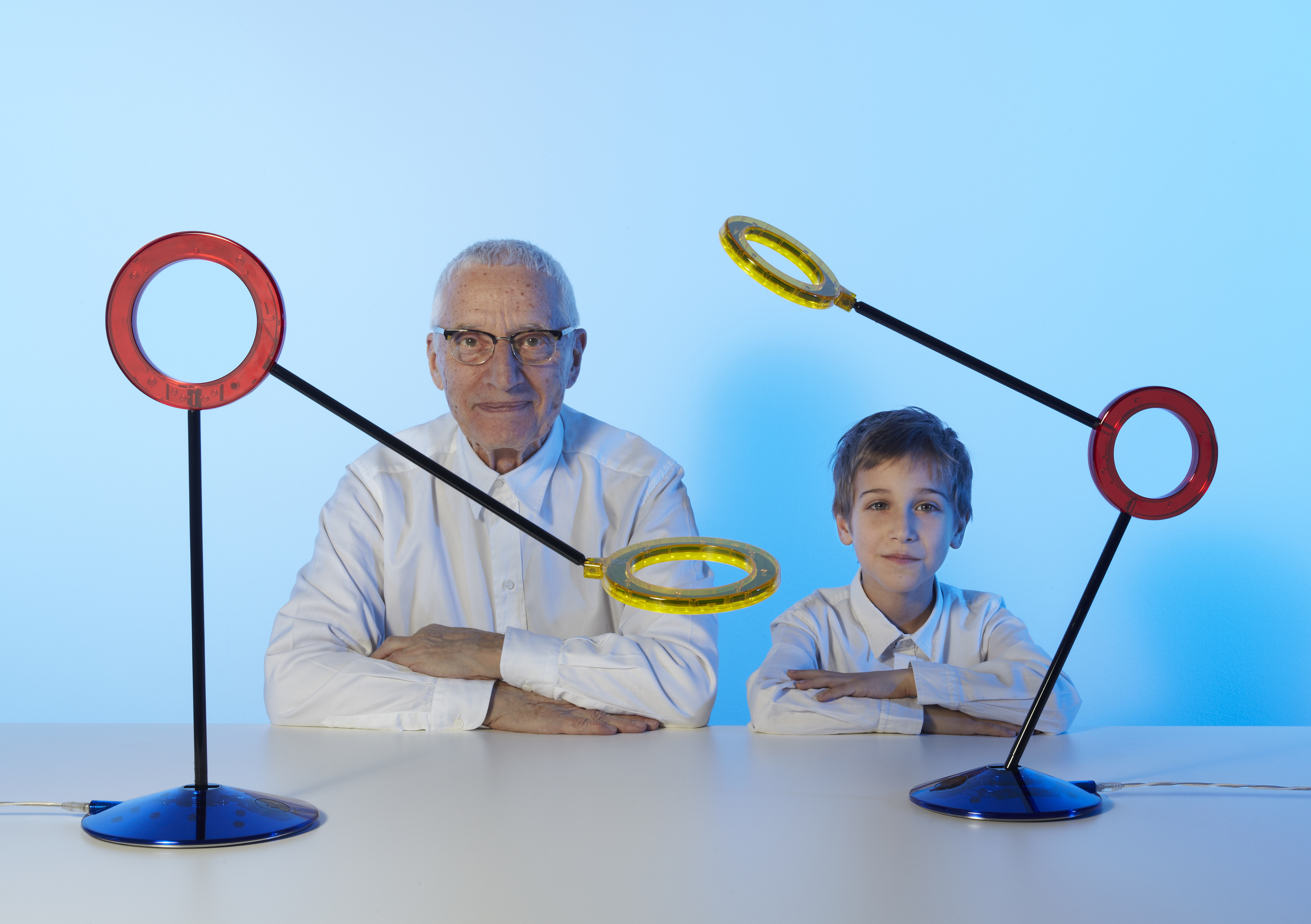
RAMUN amuleto 2010

## Biographie
Alessandro Mendini poursuit des études d'architecture à l'École polytechnique de Milan jusqu'en 1959.
Durant les années 1970, il est l'un des membres importants du mouvement Radical design. En 1973, il cofonde l'école de design Global tools. À la fin des années 1970, il collabore au Studio Alchimia avec de nombreux designers italiens comme Ettore Sottsass, Andrea Branzi et Michele De Lucchi. En 1978, il commence ses travaux de redesign.
En parallèle de son travail de créateur, il dirige le magazine d'architecture Casabella (1970 - 1976), puis les revues Modo (1977 - 1981) et Domus de 1979 à 1985. Son approche du design se caractérisait par la fusion de cultures et de formes d’expression diverses. Il a rédigé de nombreux articles et ouvrages sur le design, enseigné à l’Université de Milan, et a fréquemment participé à des jurys de concours internationaux pour jeunes designers. À l’image des œuvres de la Renaissance, il cherchait à réintroduire dans le design les « valeurs » et les « sensibilités » humaines que le fonctionnalisme et le consumérisme avaient éclipsées.
En 1982, il cofonde la Domus Academy, une école privée de design post-universitaire située à Milan. En 1989, il ouvre, avec son frère Francesco Mendini, l'Atelier Mendini au sein duquel il continue à travailler.
Il fut aussi directeur artistique des montres Swatch et conseiller pour Alessi, Philips et Swarovski.
Il a reçu plusieurs récompenses internationales, dont le Prix Compasso d'Oro en 1979 et en 1981 avec la Studio Alchimia et est Chevalier des Arts et des Lettres. Il a reçu le diplôme de Docteur Honoris Causa de l'ENS Cachan en 2011.

## Son œuvre

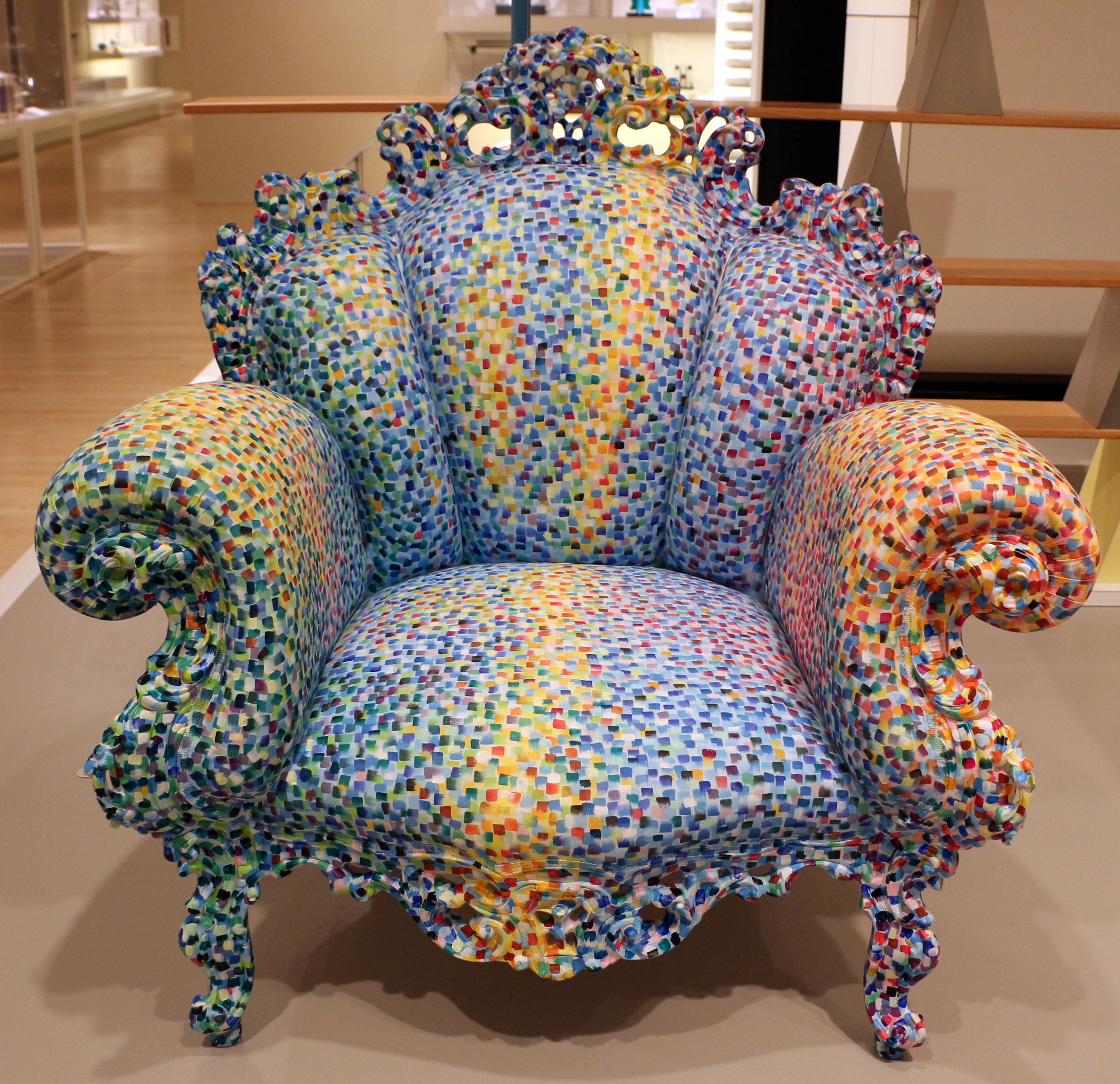
Fauteuil Poltrona di Proust (fauteuil de Proust).

Le travail de Mendini s'inscrit dans une démarche à la fois décorative et critique qui vise à rompre avec le modernisme international. Mendini aime utiliser la couleur pour raviver des objets du quotidien (Cafetière Oggetto Banale, série d'articles de cuisine pour Alessi).
Ses créations sont souvent des critiques joyeuses et colorées des classiques du design ; en particulier au travers de redesign (re-création) d'objets créés par d'autres qu'il transforme et « embellit » en utilisant de nouveaux coloris et matériaux : il a, entre autres, recréé la chaise Wassily de Marcel Breuer ou la chaise Universale de Joe Colombo.

## Réalisations marquantes

### Design
Mis à part ses petits objets créés pour Alessi, le design de Mendini est peu connu du grand public :
- Une autre œuvre conceptuelle remarquable est la chaise Lassù (1974), placée au sommet d’une pyramide, conçue comme un objet domestique rituel. Mendini en a brûlé symboliquement une version, photographiée pour la couverture de la revue Casabella en 1975.
- Siège d'auteur Wassily de Marcel Breuer (1978), Atelier Mendini
- Fauteuil de Proust (1978), Alchimia, aujourd'hui produit par Cappellini
- Cafetière Oggetto Banale (1980)
- Chaise Margherita[3] (1990), Elam Uno
- Poignée Tebe (1992)[4], Olivari
- Poignée Aurora (1994), Olivari
- Tire-bouchon Anna G (1994), Alessi
- Poignée Venere (2003), Olivari
- Poignées Time et Space (2004), Olivari
- Gear S2 (Samsung) (2015)
- Mendini  Work Jacket (Supreme) (2016)
- Chaise Zigzag (1978).
- Parmi ses créations notables figure la lampe Amuleto (2010), conçue pour Ramun. Avec sa forme en anneau mettant en valeur la lumière LED, sa structure transparente et minimaliste sans ressorts ni fils visibles, elle est exposée de manière permanente dans des musées internationaux tels que la Pinakothek der Moderne de Munich, le Groninger Museum, le Designmuseum Danemark, le DDP à Séoul et le Musée d’art de l’Université Tsinghua à Pékin. Elle a reçu le Good Design Award et a été sélectionnée parmi les 100 objets emblématiques du design italien lors des Italian Design Days en 2019.

### Architecture

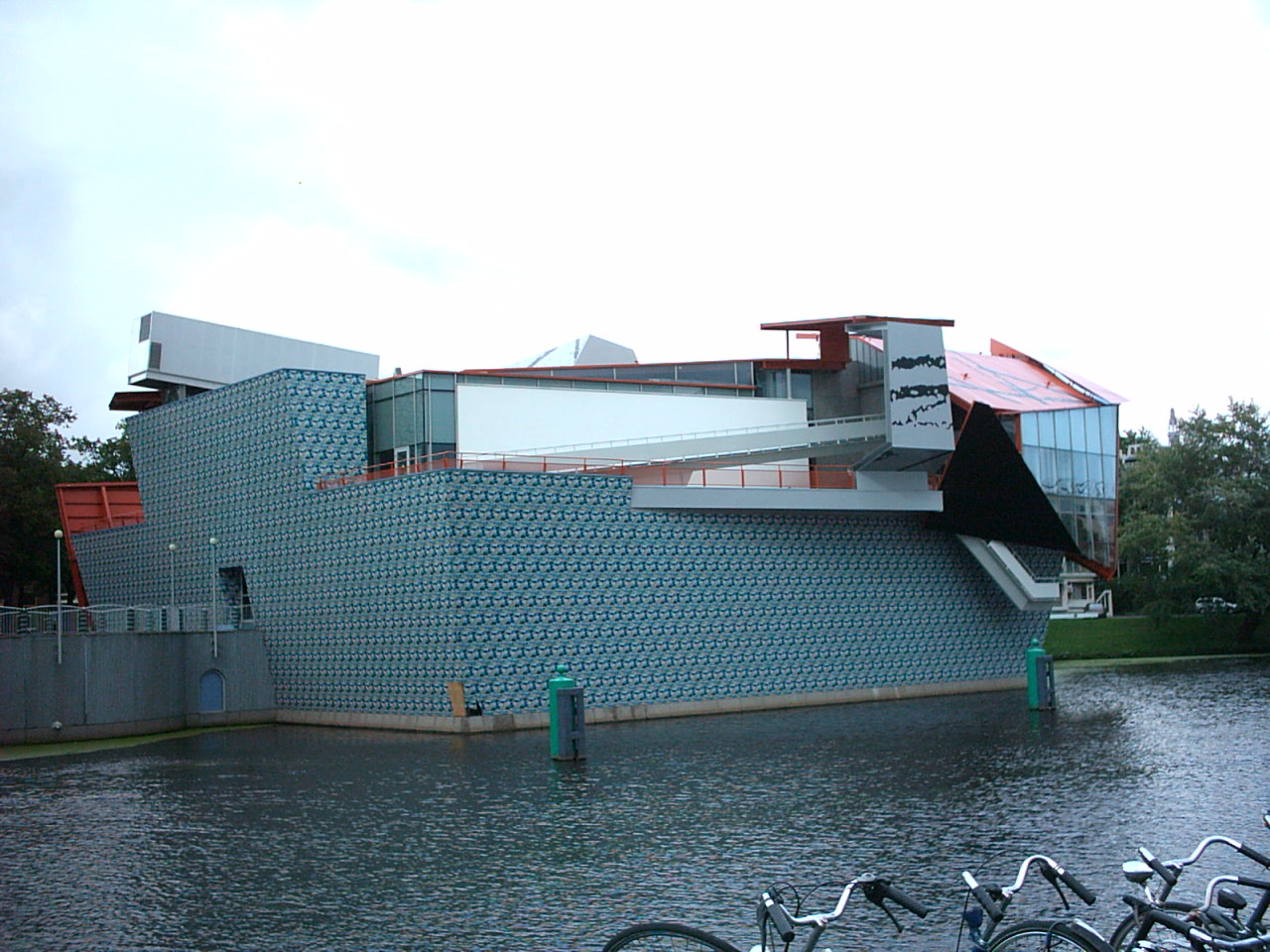
Groninger Museum (Groningue, Pays-Bas).

- Groninger Museum (Groningue, Pays-Bas), en collaboration avec les architectes et designers : Michele De Lucchi, Gerd Koster, Ferruccio Laviani, Philippe Starck, Frank Stella, Coop Himmelb(l)au
- Résidence Alessi (Omegna, Italie)
- Torre dell'orologio (tour de l'horloge) (Gibellina, Italie).
- Grande salle des guichets de la Volksbank Stuttgart, Mosaïque, 1999
- La rénovation de l'historique « Parco della Villa Communale » à Naples, 1999
- Station de métro et l'aménagement de la place Salvator Rosa à Naples, 2000
- Station de métro Materdei à Naples, 2003
- Galleria Mendini dans la Tumringerstrasse à Lörrach, 2004
- Piscine Bruno Bianchi à Trieste, 2004
- Centre média de la société d'édition Madsack dans le quartier Steintor à Hanovre, 2007
- Station de métro Université à Naples (avec Karim Rashid), 2010
- Tour d'observation pour le parc de Suncheon, Corée, 2017

## Appréciation
« Alessandro Mendini a été le chantre, dès les années 1960, d'un « contredesign », capable de transgresser les limites et d'atteindre l'intimité des choses. » — Mélina Gazsi, Le Monde, 23 octobre 2013

« Même si vous n’avez jamais entendu parler d’Alessandro Mendini, son travail a certainement influencé votre vie. Nos vies seraient différentes sans lui. »  — *Alice Rawsthorn*, ancienne directrice du London Design Museum

« Alessandro Mendini est l’un des architectes et penseurs les plus iconiques de l’histoire de l’art et de l’architecture, au même rang que Léonard de Vinci, Palladio ou Ledoux. Son esprit philosophique dépasse l’inventivité. Ses œuvres demeurent uniques, prophétiques, et profondément originales. » — *Christian Narkiewicz-Laine*, président du Chicago Athenaeum
« Le bâtiment du Groninger Museum, situé à Groningue, aux Pays-Bas, a été conçu par Alessandro Mendini et a ouvert ses portes en 1994. Nous avons continuellement enrichi notre collection avec des œuvres de ce grand artiste italien, et ce fut une véritable joie d'acquérir une lampe Amuleto. Cette lampe incarne les idéaux du design postmoderne : fonctionnelle, tout en étant colorée et ludique. En tant que directeur du musée, allumer chaque matin une autre lampe Amuleto posée sur mon bureau était le premier geste de ma journée. Sa lumière m’apportait confort et inspiration tout au long de la journée. Lorsque j’ai récemment pris ma retraite, la lampe Amuleto a été le tout premier objet que j’ai emporté chez moi, où elle continue aujourd’hui d’illuminer le début et la fin de mes journées. » — *Andreas Blühm*, Directeur du Groninger Museum